# Cala Falcó
Cala Falcó (‚Falkenbucht‘) ist eine kleine Bucht an der Ostküste der spanischen Baleareninsel Mallorca. Sie befindet sich im Südosten der Gemeinde Manacor zwischen den Orten Cales de Mallorca und S’Estany d’en Mas.

## Lage und Beschreibung

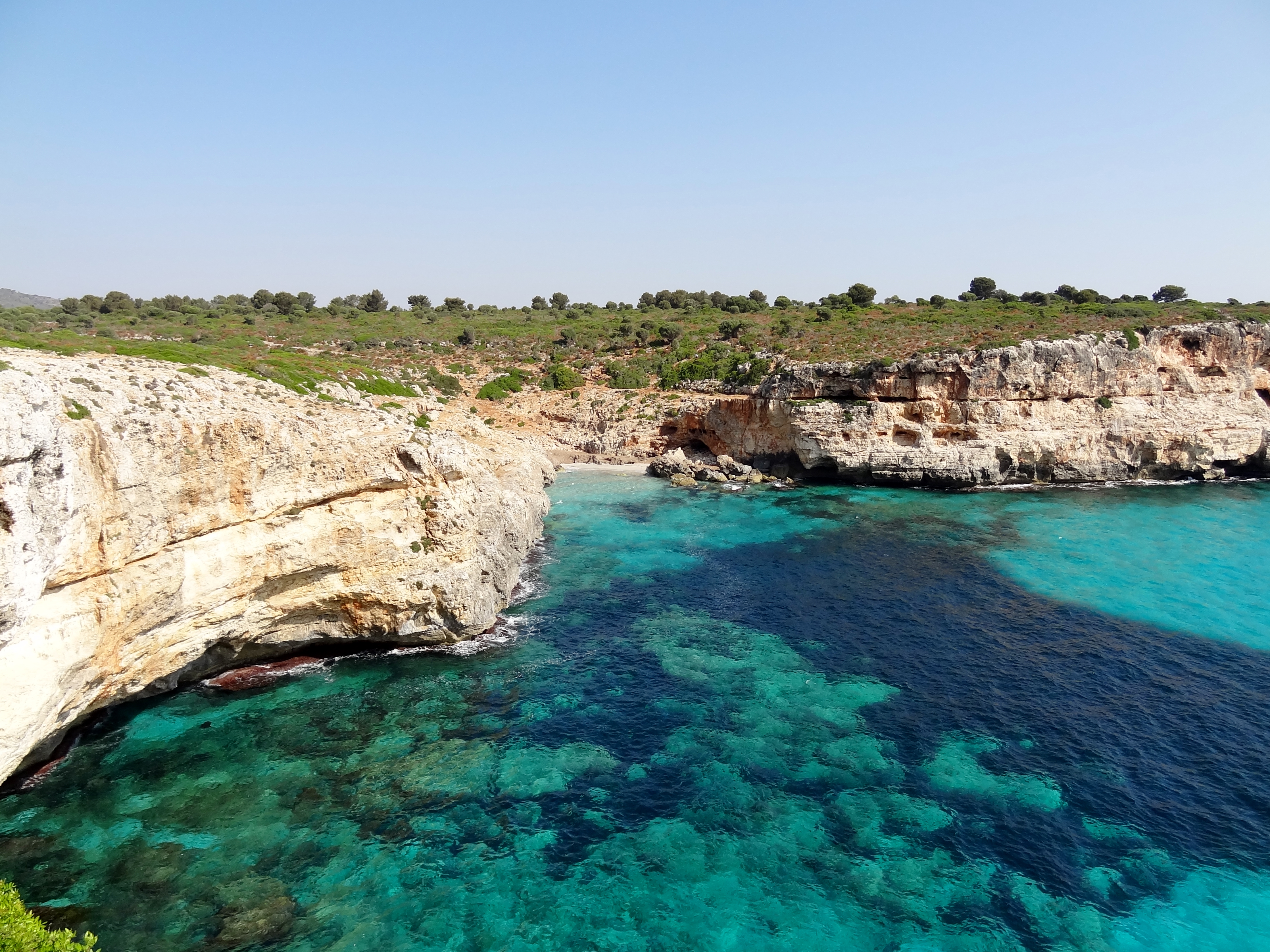
Cala Falcó

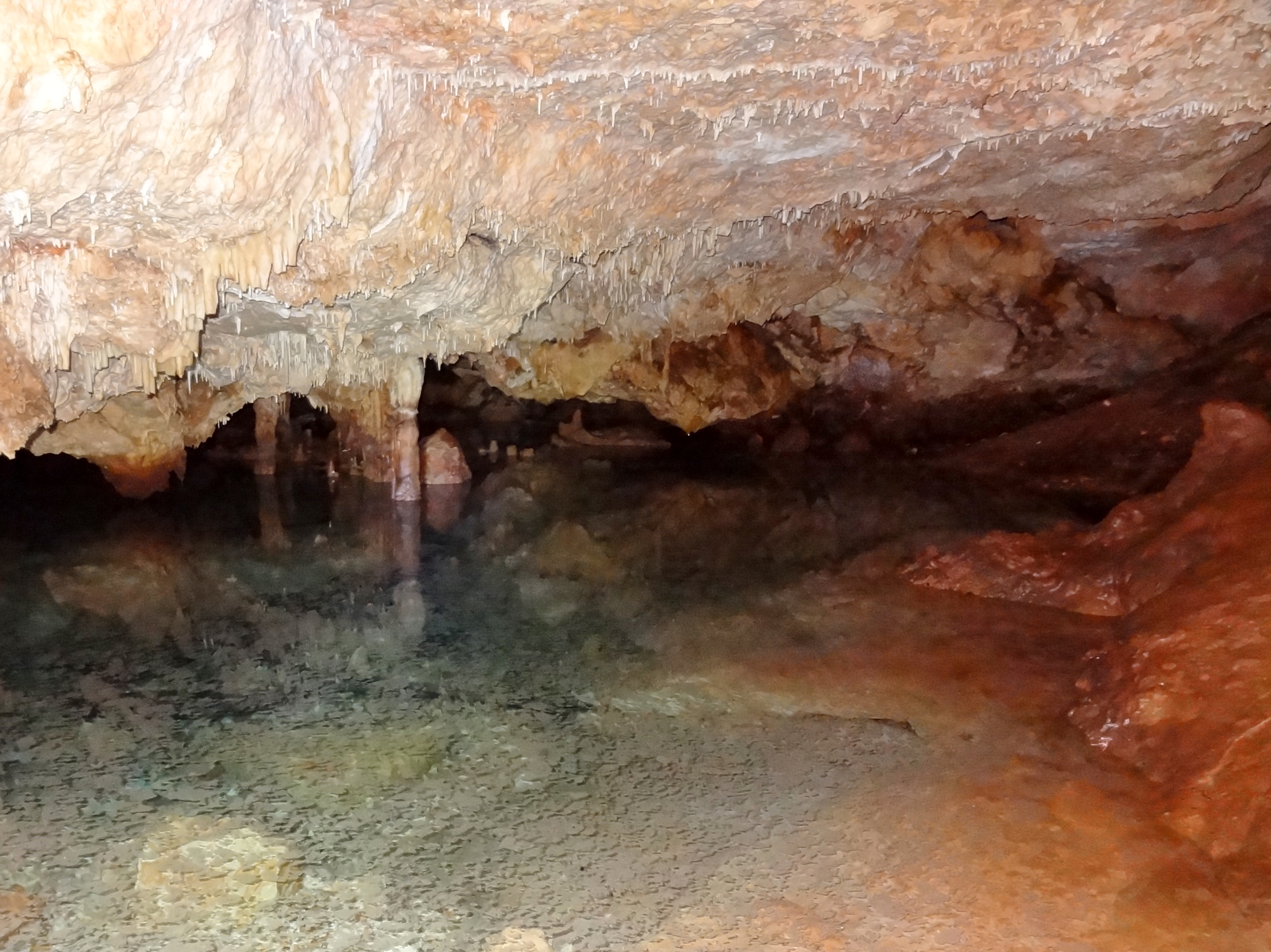
Cova de Cala Falcó

Die Cala Falcó ist ein etwa 50 Meter langer und 70 Meter breiter felsiger Meereseinschnitt an der Steilküste von Manacor, ungefähr 10 Kilometer südöstlich des Hauptortes der Gemeinde. Die nach Nordwesten ausgerichtete Bucht wird im Südosten von der Halbinsel Punta d’en Barrufau  begrenzt und geht nach Nordosten in die Küstenlinie von Sa des Forat über. Das unmittelbare Hinterland der Cala Falcó, die Marina de Cala Falcó, ist unbebaut. Es ist Teil des 6,27 km² großen Naturgebiets von besonderem Wert (Àrea natural d’especial interès – ANAI) der Cales Verges de Manacor, nach dem Naturraumgesetz (ANAI / ARIP) zum Schutz des Bodens vor Verbauung.
Das Gebiet um die Cala Falcó gehört zum Landgut Can Frasquet. Die Bucht ist deshalb nur eingeschränkt zu erreichen, da einige der über den Privatbesitz führenden Wege durch verschlossene Tore versperrt sind, so auch der Hauptzugangsweg von Südwesten. In unmittelbarer Umgebung der Cala Falcó gibt es mehrere Höhlensysteme, die teilweise zugänglich sind und unterirdische Seen besitzen. Dazu gehören westlich und nördlich der Bucht die Cova de sa Piqueta, die Cova des Pont, die Cova des Xots und die Cova des Pirata. An der Küste befinden sich nordöstlich die Cova des Moro und südöstlich die nur über das Wasser erreichbare Cova des Coloms. Direkt an der Nordseite der Bucht liegt der Eingang zur Cova de Cala Falcó, einer Karsthöhle, die wenige Meter hinter dem Eingang nicht mehr ausgeleuchtet ist.
Die Ausmaße des Strandes der Cala Falcó schwanken stark. So kann die Sandfläche in manchen Jahren eine Länge von 20 und eine Breite von 15 Metern aufweisen, aber auch nur 3 × 3 Meter betragen. Die Bucht ist beidseitig von Felsen eingerahmt, die zum Inselinneren nur leicht ansteigen, an der Küste hingegen steiler aufragen. Durch die relativ offene Lage können sich an der Uferlinie Seegrasablagerungen bilden. Die unmittelbare Umgebung der Bucht ist vegetationsarm, neben niedrigen Büschen gibt es nur vereinzelt stehende Kiefern. Die Cala Falcó wird wenig besucht, sie ist jedoch Zwischenstopp für Wanderer und Höhleninteressierte.

## Zugang
Von der Straße MA-4014 zwischen Porto Cristo und Portocolom zweigt 6 Kilometer hinter Porto Cristo (kurz hinter Kilometerstein 10), etwa 150 Meter vor dem rechtsseitigen Abzweig der Straße MA-4015 nach Manacor, links ein befahrbarer Feldweg ab. Dieser führt nach 1350 Metern an ein mit einer Kette halb verschlossenes Eisentor. Ein zum Teil steiniger Pfad führt von dort nach etwa 800 Metern zum Strand der Cala Varques hinunter. Von dort gelangt man nordwärts auf ausgetretenen Pfaden über die Caló Blanc und vorbei an der Cova Marina des Pont, einer eingestürzten Küstenhöhle, zur Cala Falcó. Ein oberhalb der Bucht Richtung Nordosten verlaufender Wanderweg erreicht nach 1,6 Kilometern den Ort S’Estany d’en Mas (auch Cala Romàntica genannt).